# 堀定一
堀 定一（ほり さだいち、1909年〈明治42年〉 - 1936年〈昭和11年〉2月21日）は、香川県出身のプロ野球選手。

## 来歴・人物
1909年、香川県高松市内町に生まれる。高校野球の強豪校・高松商に入学し、1925年～1927年にかけて、3年連続5回（春3回〔1925年、1926年、1927年〕。夏2回〔1925年、1927年〕）甲子園に出場。その内、1925年夏と1927年夏の大会でチームの全国制覇に貢献した。一学年上に、宮武三郎（後に阪急でプレー）。同級生に水原茂（後に巨人等でプレー）、井川喜代一（後に東急コーチ）がいた。
1928年、水原,井川と共に慶應義塾大学に入学。大学時代も走攻守三拍子揃った不動の一番打者として活躍した。特に快足を活かした外野守備は評価が高く、慶應全盛時代を担った。大学在学中の1931年には日米野球の全日本軍選抜メンバーに右翼手として選出・出場した。尚、慶大在学中は堀 達治と改名していた。1932年に大学卒業後、軍隊に入営。
1936年、大東京軍 結成に参加。しかし、約4年間の軍隊生活中に病を患い、帰還した時には首に大きな瘍が出来ていたと言われる。慶大野球部の恩師・腰本寿監督に勧められて慶應義塾大学病院に通院していたが、完治しないまま無理を押して、実業団野球の全高松のメンバーとして都市対抗野球大会に出たり、上井草球場で行われた大東京軍の練習にも参加したりした。（「巨人軍との試合日も決まっているので無理をしてでも参加する」と言い残したと伝わっている）。こうした無理が祟って、風邪から肺炎を引き起こし、1936年2月21日午前7時半に死去。数え28歳の短い生涯だった。
また大東京軍結成（1936年2月15日）から僅か6日後の出来事でもあった。そのため、メンバー正式発表（結成式）の前に他界した事になる。
日本プロ野球史上、公式戦出場選手登録名簿に載った選手で最初の物故者は佐藤喜久雄（東京セネタース）だが、日本プロ野球に存在した球団と契約をした選手での物故者は、堀が第一号である。そのような意味で、日本プロ野球史上幻の死亡第一号選手と呼ばれることもある。
東京ドーム内の野球殿堂博物館内にある戦没野球人モニュメントに、彼の名前が刻まれている。

## 詳細情報

### 年度別打撃成績
- 一軍公式戦出場なし（公式戦開始前に病没したため）

### 背番号
- なし（公式戦開始前に病没したため）